# Wikipedia en extremeño
La Wikipedia en extremeño (en extremeño: Güiquipedia n'estremeñu), cuyo nombre oficial fue inicialmente Güiquipeya y a partir de 2023 es Güiquipedia es la versión en lengua extremeña de Wikipedia. Se creó el 24 de enero de 2007, aunque no fue hasta el 28 de mayo de 2008 cuando tendría su nueva y definitiva URL
En enero de 2024 tenía 3.663 artículos y figuraba la 228 en el ranking de Wikipedias por número de artículos.